# Robert Barron
Pour les articles homonymes, voir Barron.

Blason

Robert Barron, né le 19 novembre 1959 à Chicago, est un évêque catholique, un auteur, un prédicateur catholique et un théologien américain. Il est connu pour avoir fondé Word on Fire Catholic Ministries. Il est l'actuel évêque de Winona-Rochester.

## Biographie
Robert Barron est né à Chicago dans l'Illinois. Le père de Robert, qui est mort en 1987, était un vendeur. Robert fit ses études a l'université catholique d'Amérique, l'Université de Saint Mary du Lac et a été ordonné en 1986. En 1993, il obtient son doctorat en théologie (mention très honorable) à l’Institut catholique de Paris avec Michel Corbin comme directeur de thèse.
En 2000, il fonde Word on Fire Catholic Ministries, une association à but non lucratif. À part la multitude de ses articles il publie dix livres en théologie. Actuellement, il est professeur en théologie systématique à l'université de Saint Mary du Lac et le premier prêtre depuis l'archevêque Fulton Sheen dans les années 1950 à avoir régulièrement une émission nationale sur un réseau de télévision privé (WGN America).
Barron a produit plus de 400 vidéos en ligne ayant chacune attiré plus de 50 millions de vues. Ses productions hebdomadaires de grande qualité comprennent des revues théologiques brèves et animées de la culture contemporaine, notamment des films, des livres, de la musique, des événements actuels, etc. La plupart des vidéos de Barron sont disponibles sur sa chaîne youtube.
Le 21 juillet 2015, Barron est nommé évêque auxiliaire de Los Angeles et évêque titulaire de Macriana-en-Maurétanie. Il est consacré évêque le 8 septembre 2015.
Le 2 juin 2022, le pape François le nomme évêque de Winona-Rochester.
Le 1er mai 2025, il est nommé au sein de la Commission de la Maison-Blanche pour la liberté religieuse, créée le même-jour par Donald Trump à l’occasion de la Journée nationale de la prière.

## Publications
- Eucharistie, Éditions Docteur angélique, 2020  (ISBN 978-2-918303-36-7)
- Trésors du catholicisme : Un guide pour tous, Perpignan, Artège, 2025, 304 p. (ISBN 979-10-336-1612-2, présentation en ligne)